# Масе, Эрик
Эрик Масе (фр. Éric Macé, род. 7 марта 1964) — французский социолог.

## Биография
В 1994 году защитил в Высшей школе социальных наук докторскую диссертацию по социологии телевидения (научный руководитель — Ален Турен). Преподавал в Университете Париж III (1998—2008). В дальнейшем профессор социологии в Университете Бордо II, содиректор Центра Эмиля Дюркгейма при этом университете. С 2010 года также преподает социологию медиа в Институте политических исследований в Париже. Один из составителей антологии Cultural studies (Paris: Armand Colin, 2008). Развивает социологический подход Стюарта Холла, переводил и комментировал его труды во Франции ().

## Научные интересы
Гендерные, расовые и этнические отношения, вопросы биополитики, проблемы массовой коммуникации и массовой культуры.

## Труды
- Насилие во Франции/ Violence en France. Paris: Seuil, 1999 (в соавторстве)
- Медиа и насилие в городах/ Médias et violences urbaines. Débats politiques et construction journalistique. Paris: La Documentation Française, 2002 (в соавторстве)
- Les Féministes et le Garçon arabe. La Tour d’Aigues: Éditions de l’Aube, 2004 (в соавторстве)
- Размышляя о медиакультуре/ Penser les médiacultures. Paris: Armand Colin, 2005 (в соавторстве)
- Воображаемый мир медиа/Les Imaginaires médiatiques. Une sociologie postcritique des médias. Paris: éditions Amsterdam, 2006 (рецензия:  (фр.))
- Общество и его двойник. Обычный день телевидения/ La Société et son double. Une journée ordinaire de télévision. Paris: Armand Colin, 2006.